# Nauru ai Giochi della XXVIII Olimpiade
Nauru partecipò ai Giochi della XXVIII Olimpiade, svoltisi ad Atene, Grecia, dal 13 al 29 agosto 2004, con una delegazione di 3 atleti impegnati in una disciplina.

## Risultati

### Sollevamento pesi
Maschile
| Atleta        | Evento           | Strappo   | Strappo    | Slancio   | Slancio    | Totale | Classifica |
| Atleta        | Evento           | Risultato | Classifica | Risultato | Classifica | Totale | Classifica |
| ------------- | ---------------- | --------- | ---------- | --------- | ---------- | ------ | ---------- |
| Yukio Peter   | −69 kg maschile  | 135       | 12º        | 167,5     | 7º         | 302,5  | 8º         |
| Itte Detenamo | +105 kg maschile | 155       | 16º        | 192,5     | 14º        | 347,5  | 14º        |

Femminile
| Atleta         | Evento           | Strappo   | Strappo    | Slancio   | Slancio    | Totale | Classifica |
| Atleta         | Evento           | Risultato | Classifica | Risultato | Classifica | Totale | Classifica |
| -------------- | ---------------- | --------- | ---------- | --------- | ---------- | ------ | ---------- |
| Reanna Solomon | +75 kg femminile | 95        | =10ª       | 125       | =10ª       | 220    | 11ª        |